# Posiołok 1-go otdielenija sowchoza «Masłowskij»
Posiołok 1-go otdielenija sowchoza «Masłowskij» (ros. Посёлок 1-го отделения совхоза «Масловский») – osiedle w Rosji, w obwodzie woroneskim, w rejonie nowousmańskim. W 2010 liczyło 3742 mieszkańców.